# Marcus Hartog
Pour les articles homonymes, voir Hartog.
Marcus Manuel Hartog, né le 19 août 1851 à Londres et mort le 21 janvier 1924 à Paris, est un professeur anglais, historien en sciences naturelles, philosophe de la biologie et zoologiste à Cork, en Irlande. Il contribue à plusieurs volumes de la Cambridge Natural History.

## Biographie
Hartog est né à Londres en 1851. Il est le deuxième fils du professeur Alphonse Hartog (mort en 1904) et de l'écrivaine Marion (née Moss, 1821-1907), le frère cadet de Numa Edward Hartog et le frère aîné de Sir Philip Joseph Hartog (en). Il a été secrétaire administratif à l'Université de Londres et vice-chancelier de l'Université de Dacca. Ses deux sœurs cadettes sont la pianiste et compositrice Cécile Hartog et la portraitiste Héléna Arsène Darmesteter.
Marcus Hartog fait ses études à la North London Collegiate School, à l'University College de Londres et au Trinity College de Cambridge, où il suit une première classe au National Science Tripos en 1874. La même année, il se rend à Ceylan en tant qu'assistant du directeur des Jardins botaniques royaux - un poste qu'il occupe pendant trois ans. À son retour, il devient démonstrateur, puis maître de conférences en histoire naturelle à l'Owens College de Manchester. En 1882, il entame une association de plus de 40 ans avec la vie éducative de Cork. Pendant 27 ans, il est professeur d'histoire naturelle au Queen's College de Cork (1882-1907) et, en 1909, il occupe la chaire de zoologie dans ce qui est devenu l'University College Cork. Lorsqu'en 1921, il quitte le poste, il est nommé professeur émérite.
Hartog est un Lamarckien. Il plaide pour l'héritage des caractéristiques acquises et s'identifie comme un vitaliste. Il soutient les idées évolutionnistes non darwiniennes de Samuel Butler et écrit une introduction favorable à son livre Unconscious Memory (« Mémoire inconsciente »),,. Il affirme que la division cellulaire se produit en raison d'une nouvelle force qu'il appelle « mitokinétisme »,.
Hartog meurt à Paris le 21 janvier 1924.

## Œuvres
Hartog contribue à des articles du Dictionary of National Biography et à l' Encyclopædia Britannica, ainsi qu'à la rédaction de nombreux articles pour diverses revues scientifiques.
- (en) Problems of Life and Reproduction, Londres, J. Murray, 1913, 400 p. (lire en ligne)
- (en) « The True Mechanism of Mitosis », Archiv für Mikroskopische Anatomie, vol. 40,‎ 1914, p. 33–64 (DOI 10.1007/BF02289946)

## Famille
En 1874 à Paris, Hartog épouse Blanche Levy, fille de R. Levy, originaire de Paris.